# گمشده سیاه
گمشده سیاه (انگلیسی: Missing Noir M; کره‌ای: 실종느와르 M) یک مجموعه تلویزیونی کره جنوبی سال ۲۰۱۵ با بازی کیم کانگ وو و پارک هی سون است. این مجموعه از ۲۸ مارس تا ۳۰ مه ۲۰۱۵، شنبه‌ها ساعت ۲۳:۰۰ (کی‌اس‌تی) از اوسی‌ان برای ۱۰ قسمت پخش شد.

## بازیگران

### اصلی
- کیم کانگ وو در نقش گیل سو هیون
- پارک هی سون در نقش اوه ده یونگ
- جو بو آه در نقش جین سو جون
- کیم کیو چول در نقش پارک جونگ دو